# Рязанский областной перинатальный центр
Ряза́нский областно́й перината́льный це́нтр (ГБУ РО «Областной клинический перинатальный центр», ГБУ РО ОКПЦ) — лечебно-профилактическое учреждение в Рязанской области, оказывающее все виды специализированной медицинской стационарной помощи в области акушерства, гинекологии, неонатологии, а также осуществляющее амбулаторную, консультативно-диагностическую и медико-реабилитационную помощь женщинам и новорождённым детям. Перинатальный центр расположен в городе Рязани по адресу: улица Интернациональная, 1И.

## История
Областной клинический перинатальный центр построен по проекту возведения высокотехнологичных медицинских центров в рамках российского приоритетного национального проекта «Здоровье» и введён в эксплуатацию в 2011 году На открытии медицинского учреждения 1 марта 2011 года присутствовал председатель правительства России Владимир Путин, а вскоре после открытия центр посетила председатель Совета Федерации Валентина Матвиенко.

### Проектирование и строительство
Первоначальная смета предполагала расходование на строительство 1,5 млрд рублей на паритетных началах (750 млн руб. — из федерального бюджета, 750 млн руб. — из областного). Правда, надо отметить, что Рязанская область при этом является дотационной. Выбор подрядчика произошёл не без скандалов, обернувшихся судебными тяжбами с Управлением федеральной антимонопольной службы по Рязанской области. Впоследствии оказалось, что что расходы на строительство перинатального центра значительно превзошли средства, предусмотренные в плане., Это привлекло внимание областной прокуратуры.

### Комплектация кадрами
Обеспечение нового лечебного учреждения квалифицированными врачами стало серьёзной проблемой. Чтобы укомплектовать штат, потребовалось с помощью высоких зарплат «переманивать» медиков из других учреждений родовспоможения области. Несмотря на закрытие 9 родильных отделений по всему региону, решить проблему дефицита кадров полностью не удавалось. До настоящего времени (сентябрь 2013) ни один врач перинатального центра не аккредитован в качестве эксперта качества медицинской помощи (территориальный реестр ФОМС по Рязанской области.

## Отделения
- Гинекологическое отделение
- Акушерское физиологическое отделение
- Отделение патологии беременности
- Дистанционный акушерский консультативный центр
- Дистанционный неонатальный консультативный центр
- Дневной стационар акушерский патологии беременности
- Консультативно-диагностическая поликлиника
- Медико-генетическая консультация
- Отделение анестезиологии и реанимации
- Отделение новорождённых
- Отделение патологии новорождённых и недоношенных детей
- Отделение реанимации и интенсивной терапии новорождённых
- Отделение функциональной и ультразвуковой диагностики
- Отделение экстракорпоральных методов гемокоррекции
- Родовое отделение
- Физиотерапевтическое отделение

## Профиль учреждения
Согласно приказу Министерства здравоохранения Рязанской области N 581 от 1 июня 2011 г.,"все беременные женщины высокой степени риска, наблюдающиеся в женских консультациях (акушерско-гинекологических кабинетах) г. Рязани и районов области, подлежат госпитализации в ГБУ РО «Областной клинический перинатальный центр».
Показания для госпитализации беременных женщин в ГБУ РО «Областной клинический перинатальный центр»:
преждевременные роды, включая дородовое излитие околоплодных вод, при сроке беременности менее 35 недель, при отсутствии противопоказаний для транспортировки; предлежание плаценты, подтвержденное при ультразвуковом исследовании в сроке 34 — 36 недель; поперечное и косое положение плода; преэклампсия, эклампсия; холестаз, гепатоз беременных; кесарево сечение в анамнезе при наличии признаков несостоятельности рубца на матке; рубец на матке после консервативной миомэктомии или перфорации матки при наличии признаков несостоятельности рубца; беременность после лечения бесплодия любого генеза, беременность после экстракорпорального оплодотворения и переноса эмбриона; беременность после реконструктивно-пластических операций на половых органах, разрывов промежности III—IV степени при предыдущих родах; задержка внутриутробного роста плода II—III степени; изоиммунизация при беременности; наличие у плода врождённых аномалий развития, требующих хирургической коррекции; метаболические заболевания плода (требующие лечения сразу после рождения); водянка плода; тяжёлое много- и маловодие; заболевания сердечно-сосудистой системы (ревматические и врождённые пороки сердца вне зависимости от степени недостаточности кровообращения, пролапс митрального клапана с гемодинамическими нарушениями, оперированные пороки сердца, аритмии, миокардиты, кардиомиопатии, хроническая артериальная гипертензия); тромбозы, тромбоэмболии и тромбофлебиты в анамнезе и при настоящей беременности; заболевания органов дыхания, сопровождающиеся развитием лёгочной или сердечно-лёгочной недостаточности; диффузные заболевания соединительной ткани, антифосфолипидный синдром; заболевания почек, сопровождающиеся почечной недостаточностью или артериальной гипертензией, аномалии развития мочевыводящих путей, беременность после нефрэктомии; заболевания печени (токсический гепатит, острые и хронические гепатиты, цирроз печени); эндокринные заболевания (сахарный диабет любой степени компенсации, заболевания щитовидной железы с клиническими признаками гипо- или гиперфункции, хроническая надпочечниковая недостаточность); заболевания органов зрения (миопия высокой степени с изменениями на глазном дне, отслойка сетчатки в анамнезе, глаукома); заболевания крови (гемолитическая и апластическая анемия, тяжёлая железодефицитная анемия, гемобластозы, тромбоцитопения, болезнь Виллебранда, врождённые дефекты свертывающей системы крови); заболевания нервной системы (эпилепсия, рассеянный склероз, нарушения мозгового кровообращения, состояния после перенесенных ишемических и геморрагических инсультов); миастения; злокачественные новообразования в анамнезе либо выявленные при настоящей беременности вне зависимости от локализации; сосудистые мальформации, аневризмы сосудов; перенесенные в анамнезе черепно-мозговые травмы, травмы позвоночника, таза; прочие состояния, угрожающие жизни беременной женщины, при отсутствии противопоказаний для транспортировки.

## Главные врачи
Ещё до открытия перинатального центра в 2011 году на должность главного врача была назначена Елена Петрова, которая, хотя и не имела большого опыта практической врачебной работы, но зато была дочерью заместителя руководителя Роспотребнадзора по Рязанской области С. П. Петровой.

## Финансирование
Согласно тарифным соглашениям, врачи перинатального центра получают за те же самые медицинские услуги более высокое вознаграждение, чем врачи других лечебных учреждений области. Это позволило главному врачу перинатального центра Е. И. Петровой в 2012 году стать самым высокооплачиваемым медицинским сотрудником государственного медучреждения в Рязанской области. Её официально задекларированный годовой доход составил около 5,5 млн руб. Для сравнения: рязанский губернатор Олег Ковалёв задекларировал за тот же период доход в размере около 3,76 млн руб.

## Статистика
Согласно данным статистики, публикуемым на официальных сайтах центра и Министерства здравоохранения Рязанской области, на текущий момент в данном учреждении на свет появляется примерно 20-25 % всех новорождённых региона.

## Критика
Материально-техническое обеспечение
Для оказания всего спектра необходимых в неонатологии медицинских услуг перинатальному центру недостает необходимого оборудования. В частности, отсутствует отделение нейрохирургии, нет аппарата магнитно-резонансной томографии. Автомобиль для перевозки больных марки Ford не рекомендован для экстренной транспортировки новорождённых.
Качество медицинских услуг
Критика в отношении сотрудников перинатального центра в основном высказывается по поводу неудовлетворительной организации и качества оказываемых услуг. СМИ сообщали о проверках и штрафных санкциях в отношении ГБУ РО «ОКПЦ».